# 933
933 (CMXXXIII) var ett normalår som började en tisdag i den julianska kalendern.

## Händelser

### Okänt datum
- Harald Hårfager dör och efterträds som kung av Norge av Erik Blodyx.
- Henrik I besegrar ungrarna vid Riade, nära Merseburg.

## Födda
- Hakim al-Nishaburi, muslimsk lärd.

## Avlidna
- Harald Hårfager, kung av Norge sedan 872.
- Shaghab, mor och de facto medregent till Abbasidkalifatets åttonde kalif, al-Muqtadir.